# Cyphosperma
Cyphosperma é um género botânico pertencente à família Arecaceae.

## Espécies
- Cyphosperma tanga
- Cyphosperma trichospadix
- Cyphosperma voutmelensis

1. ↑  «Cyphosperma — World Flora Online». www.worldfloraonline.org. Consultado em 19 de agosto de 2020